# Kultura ceramiki kreskowanej

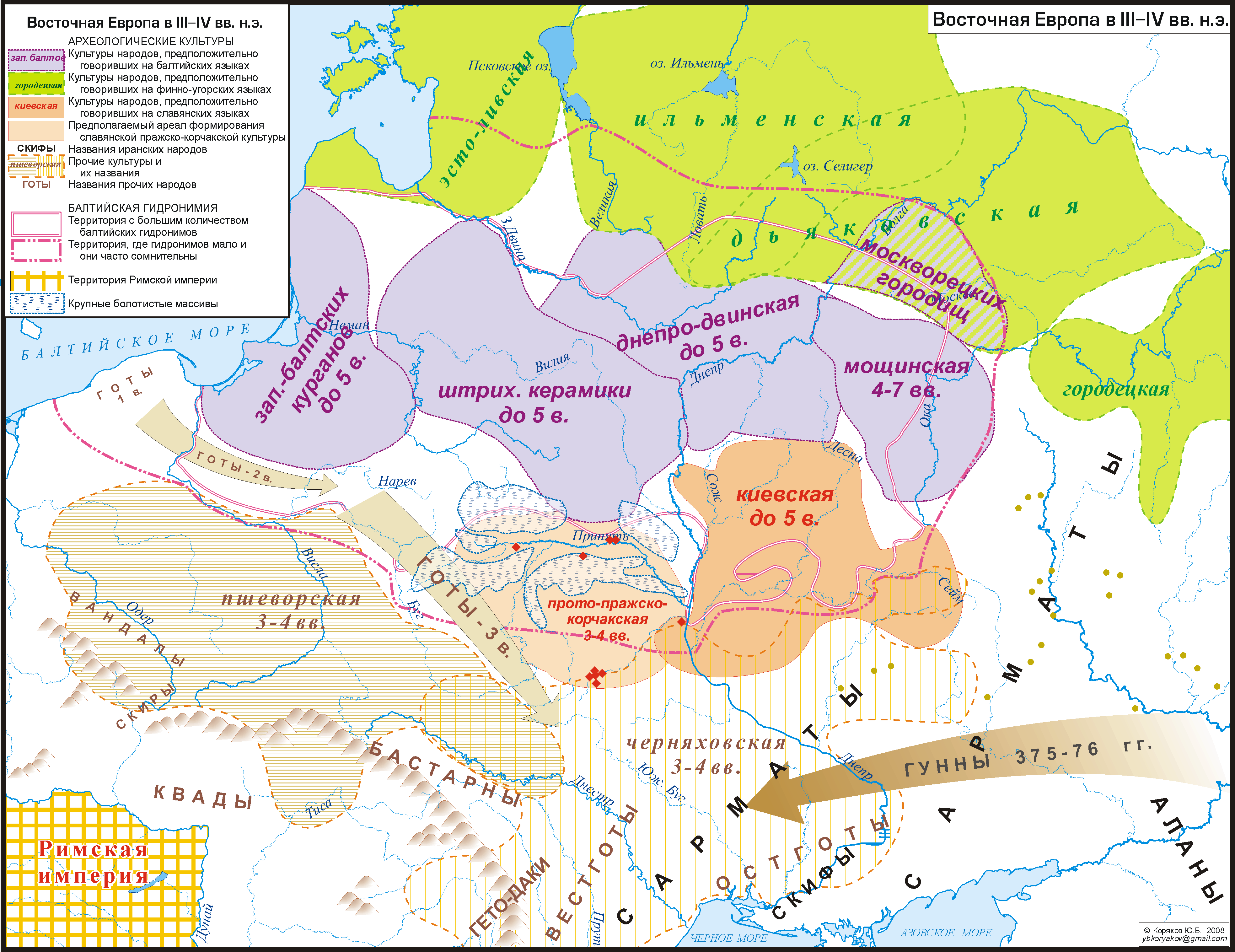
Kultury archeologiczne Europy Wschodniej w okresie III-IV w. n.e. - kultura ceramiki kreskowej zaznaczona kolorem filetowym i opisana "штрих. керамики"

Kultura ceramiki sztrychowanej (kreskowanej) - nazwę swą zawdzięcza charakterystycznemu typowi ornamentacyjnemu, którym zdobione były naczynia ceramiczne. Uzyskiwano go poprzez chropowacenie powierzchni zewnętrznej naczyń za pomocą ostrej miotełki, która powodowała powstawanie nieregularnych rytych kresek. Materiał archeologiczny typowy dla tej kultury pojawia się w VII w. p.n.e. a zanika ok. IV w. n.e, na bazie wcześniejszego substratu kulturowego z nowymi elementami napływowymi, jak np. wpływy kultury lateńskiej. Zanik stanowisk z typowym inwentarzem spowodowany jest migracjami i zmianami kulturowymi.

## Obszar występowania i kontekst kulturowy
Charakterystyczny inwentarz zaobserwowano w rejonie dorzecza górnego Dniepru, Berezyny, Dźwiny oraz nad górnym i środkowym Dnieprem.
Wyróżnione kultury strefy leśnej sąsiadujące z opisywaną to: juchnowska, poczebska, dnieprzańsko-dźwińska, diakowska i goredecka.

## Kultura
Typowe naczynia występujące w inwentarzu są kształtu jajowatego lub o esowatym profilu z ornamentem w postaci nieregularnych kresek. Stosowano nieznane praktyki pogrzebowe, co spowodowało, że nie udało się dotychczas odnaleźć materiałów grobowych. Nic również nie wiemy o ich wierzeniach.

## Osadnictwo
Ludność zamieszkiwała niewielkie grody obronne, w których znajdowały się domy drewniane o konstrukcji zrębowej. Ludność prowadziła osiadły tryb życia, zajmowała się głównie uprawą ziemi, hodowlą świń, bydła rogatego, owiec i koni. Łowiectwo, rybołówstwo i zbieractwo było również praktykowane.